# Garanti Koza Tournament of Champions 2013
Garanti Koza Tournament of Champions 2013 představoval jeden ze dvou závěrečných tenisových turnajů ženské profesionální sezóny 2013 pro nejlepší hráčky okruhu, které nestartovaly na předcházejícím Turnaji mistryň, a to podle specifických kritérií. Herní systém měl formát dvou základních skupin. Dvě nejlepší tenistky z každé skupiny postoupily do semifinále, které se hrálo vyřazovacím systémem. Celkové odměny činily 750 000 dolarů.
Turnaj se konal mezi 29. říjnem až 3. listopadem podruhé v bulharském hlavním městě Sofii. Hrálo se na krytém dvorci s tvrdým povrchem v aréně Armeec. Představoval poslední událost roku v kategorii WTA International.
Ruská obhájkyně titulu Naděžda Petrovová se turnaje nezúčastnila, když nesplnila kvalifikační kritéria ani od pořadatelů neobdržela divokou kartu. Roli favoritky splnila nejvýše nasazená rumunská tenistka Simona Halepová, která prošla základní skupinou bez ztráty setu, v semifinále si poradila s Anou Ivanovićovou, a ve finále zdolala australskou turnajovou trojku Samanthu Stosurovou, když všechny tři sady skončily stejným poměrem gamů 2–6, 6–2 a 6–2. Po skončení turnaje figurovala v následné klasifikaci WTA na svém kariérním maximu – 11. místě.
Bonus 1 000 000 dolarů, na který by Halepová díky třem titulům v kategorii International dosáhla, nebyl pro ročník 2013 vypsán. Získala tak 375 bodů do žebříčku a 270 000 dolarů.

## Formát
Soutěže dvouhry se účastnilo osm hráček, z nichž každá odehrála tři vzájemné zápasy v jedné ze dvou čtyřčlenných základních skupin – Serdika a Sredets. První dvě tenistky z každé skupiny postoupily do semifinále, které bylo hráno vyřazovacím systémem pavouka. První ze skupiny Serdika se utkala s druhou ze skupiny Sredets a naopak. Vítězky semifinále se následně střetly ve finále o vítězství v turnaji.

### Kritéria pořadí v základní skupině
Konečné pořadí v základní skupině se řídilo následujícími kritérii:
1. největší počet vyhraných utkání
2. největší počet odehraných utkání; nebo
3. pokud měly dvě hráčky stejný počet výher, pak rozhodovalo jejich vzájemné utkání; pokud měly tři hráčky stejný počet výher, pak:

a) tenistka, která odehrála méně než tři utkání bude automaticky vyřazena a dále postoupí hráčka, jež vyhrála vzájemný zápas mezi dvěma zbývajícími; nebo
b) dalším kritériem bylo nejvyšší procento vyhraných setů; nebo
c) dalším kritériem bylo nejvyšší procento vyhraných her.

## Body a finanční odměny
Celkový rozpočet turnaje činil 750 000 dolarů.
| Výsledek                   | Dvouhra        | Body 1)    |
| -------------------------- | -------------- | ---------- |
| vítězka                    | ZS2) + 190 000 | ZS2) + 195 |
| finalistka                 | ZS2) + 65 000  | ZS2) + 75  |
| semifinalistky             | ZS2) + 10 000  | ZS2)       |
| základní skupina (3 výhry) | 80 000         | 180        |
| základní skupina (2 výhry) | 65 000         | 145        |
| základní skupina (1 výhra) | 50 000         | 110        |
| základní skupina (0 výher) | 35 000         | 75         |

- 1) za každý zápas získala hráčka automaticky 25 bodů, za každou výhru v základní skupině pak dalších 35 bodů,
- 2) ZS znamená bodový či finanční zisk v základní skupině,
- Náhradnice získaly 7 500 dolarů, pokud nezasáhly do turnaje.

## Kvalifikační kritéria
Turnaje konaného pouze ve dvouhře se účastnilo osm hráček (včetně dvou startujících na divokou kartu). Prvních šest tenistek si účast zajistilo splněním dvou kritérií. Nastoupit mohly nejvýše postavené hráčky na singlovém žebříčku WTA v pondělní aktualizaci v týden startu turnaje, které se neúčastnily Turnaje mistryň. Druhou podmínkou byla výhra ve dvouhře na některém z turnajů kategorie WTA International Tournaments v sezóně WTA Tour 2013. Zúčastnit se naopak nemohly tenistky, které by nastoupily do paralelně probíhajícího finále Fed Cupu 2013.
Divoké karty obdržely Bulharka Cvetana Pironkovová a dvojnásobná vítězka turnaje Ana Ivanovićová ze Srbska.

### Vítězky turnajů kategorie International 2013
Tabulka uvádí hráčky, které v sezóně 2013 vyhrály alespoň jeden turnaj kategorie International, čímž splnily jedno ze dvou kritérií.
| Hráčka                     | stát                   | titul                               |
| -------------------------- | ---------------------- | ----------------------------------- |
| Agnieszka Radwańská        | Polsko                 | Auckland Soul                       |
| Li Na                      | Čína                   | Šen-čen                             |
| Jelena Vesninová           | Rusko                  | Hobart                              |
| Maria Kirilenková          | Rusko                  | Pattaya                             |
| Jelena Jankovićová         | Srbsko                 | Bogotá                              |
| Marina Erakovicová         | Nový Zéland            | Memphis                             |
| Sara Erraniová             | Itálie                 | Acapulco                            |
| Karolína Plíšková          | Česko                  | Kuala Lumpur                        |
| Monica Niculescuová        | Rumunsko               | Florianópolis                       |
| Anastasija Pavljučenkovová | Rusko                  | Monterrey Oeiras                    |
| Roberta Vinciová           | Itálie                 | Katovice Palermo                    |
| Francesca Schiavoneová     | Itálie                 | Marrakéš                            |
| Alizé Cornetová            | Francie                | Štrasburk                           |
| Simona Halepová            | Rumunsko               | Norimberk 's-Hertogenbosch Budapešť |
| Daniela Hantuchová         | Slovensko              | Birmingham                          |
| Yvonne Meusburgerová       | Rakousko               | Bad Gastein                         |
| Serena Williamsová         | Spojené státy americké | Båstad                              |
| Elina Svitolinová          | Ukrajina               | Baku                                |
| Magdaléna Rybáriková       | Slovensko              | Washington, D.C.                    |
| Bojana Jovanovská          | Srbsko                 | Taškent                             |
| Lucie Šafářová             | Česko                  | Québec                              |
| Čang Šuaj                  | Čína                   | Kanton                              |
| Samantha Stosurová         | Austrálie              | Ósaka                               |
| Angelique Kerberová        | Německo                | Linec                               |
| Caroline Wozniacká         | Dánsko                 | Lucemburk                           |

### Kvalifikované hráčky
| Žebříček WTA k 21. říjnu 2013 | Žebříček WTA k 21. říjnu 2013 | Žebříček WTA k 21. říjnu 2013 | Žebříček WTA k 21. říjnu 2013       |
| nasazení                      | hráčka                        | WTA                           | vítězné turnaje                     |
| ----------------------------- | ----------------------------- | ----------------------------- | ----------------------------------- |
| nestartovala                  | Caroline Wozniacká1)          | 10.                           | Lucemburk                           |
| nestartovala                  | Roberta Vinciová2)            | 13.                           | Katovice Palermo                    |
| 1.                            | Simona Halepová               | 14.                           | Norimberk 's-Hertogenbosch Budapešť |
| 2.                            | Ana Ivanovićová               | 16.                           | divoká karta                        |
| 3.                            | Maria Kirilenková             | 18.                           | Pattaya                             |
| 4.                            | Samantha Stosurová            | 19.                           | Ósaka                               |
| 5.                            | Jelena Vesninová              | 25.                           | Hobart                              |
| 6.                            | Anastasija Pavljučenkovová    | 26.                           | Monterrey Oeiras                    |
| 7.                            | Alizé Cornetová               | 27.                           | Štrasburk                           |
| 8.                            | Cvetana Pironkovová           | 118.                          | divoká karta                        |
| náhradnice                    | Elina Svitolinová             | 40.                           | Baku                                |

Poznámky
- 1) Caroline Wozniacká se rozhodla turnaje nezúčastnit, když místo startu z pozice první nasazené plnila roli náhradnice na istanbulském Turnaji mistryň.[4][5][6]
- 2) Roberta Vinciová se namísto sofijské účasti, kde mohla startovat jako druhá nasazená, rozhodla pro reprezentaci za italský tým ve finále Fed Cupu. ITF posunula po kritice finále Fed Cupu od roku 2014 na týden po skončení této události.

## Předešlý poměr vzájemných zápasů
Tabulka uvádí poměr vzájemných zápasů tenistek před začátkem turnaje.
|    |                            | Halep | Ivanović | Kirilenko | Stosur | Vesnina | Pavljučenkova | Cornet | Pironkova | Celkem | V/P 2013 |
| 1. | Simona Halepová            |       | 0–1      | 1–0       | 2–3    | 1–0     | 3–0           | 0–1    | 0–0       | 7–5    | 48–17    |
| 2. | Ana Ivanovićová            | 1–0   |          | 4–2       | 2–4    | 2–1     | 5–0           | 1–1    | 2–1       | 17–9   | 38–21    |
| 3. | Maria Kirilenková          | 0–1   | 2–4      |           | 4–4    | 4–0     | 1–2           | 0–3    | 1–0       | 12–14  | 36–18    |
| 4. | Samantha Stosurová         | 3–2   | 4–2      | 4–4       |        | 1–2     | 2–1           | 4–2    | 2–0       | 20–13  | 39–21    |
| 5. | Jelena Vesninová           | 0–1   | 1–2      | 0–4       | 2–1    |         | 0–3           | 1–3    | 0–0       | 4–14   | 29–20    |
| 6. | Anastasija Pavljučenkovová | 0–3   | 0–5      | 2–1       | 1–2    | 3–0     |               | 3–0    | 0–2       | 8–13   | 31–21    |
| 7. | Alizé Cornetová            | 1–0   | 1–1      | 3–0       | 2–4    | 3–1     | 0–3           |        | 1–2       | 11–11  | 34–25    |
| 8. | Cvetana Pironkovová        | 0–0   | 1–2      | 0–1       | 0–2    | 0–0     | 2–0           | 2–1    |           | 5–6    | 11–23    |

- V/P 2013 – počet vítězných utkání (V) – prohraných utkání (P) v sezóně 2013

## Průběh turnaje

### 1. den: 29. října 2013
| Zápasy hrané v aréně Armeec | Zápasy hrané v aréně Armeec | Zápasy hrané v aréně Armeec    | Zápasy hrané v aréně Armeec |
| Skupina                     | Vítězky                     | Poražené                       | Výsledek                    |
| --------------------------- | --------------------------- | ------------------------------ | --------------------------- |
| Sredets                     | Ana Ivanovićová [2]         | Cvetana Pironkovová [8]        | 6–0, 6–2                    |
| Serdika                     | Alizé Cornetová [7]         | Maria Kirilenková [3]          | 5–0skreč                    |
| Serdika                     | Simona Halepová [1]         | Anastasija Pavljučenkovová [6] | 6–3, 6–3                    |

### 2. den: 30. října 2013
| Zápasy hrané v aréně Armeec | Zápasy hrané v aréně Armeec    | Zápasy hrané v aréně Armeec | Zápasy hrané v aréně Armeec |
| Skupina                     | Vítězky                        | Poražené                    | Výsledek                    |
| --------------------------- | ------------------------------ | --------------------------- | --------------------------- |
| Sredets                     | Samantha Stosurová [4]         | Jelena Vesninová [5]        | 6–3, 6–3                    |
| Serdika                     | Simona Halepová [1]            | Alizé Cornetová [7]         | 6–4, 6–4                    |
| Serdika                     | Anastasija Pavljučenkovová [6] | Elina Svitolinová [Alt]     | 6–2, 6–4                    |

### 3. den: 31. října 2013
| Zápasy hrané v aréně Armeec | Zápasy hrané v aréně Armeec | Zápasy hrané v aréně Armeec | Zápasy hrané v aréně Armeec |
| Skupina                     | Vítězky                     | Poražené                    | Výsledek                    |
| --------------------------- | --------------------------- | --------------------------- | --------------------------- |
| Sredets                     | Ana Ivanovićová [2]         | Samantha Stosurová [4]      | 6–2, 5–7, 6–2               |
| Sredets                     | Jelena Vesninová [5]        | Cvetana Pironkovová [8]     | 6–2, 4–6, 6–0               |
| Serdika                     | Simona Halepová [1]         | Elina Svitolinová [Alt]     | 6–1, 6–1                    |

### 4. den: 1. listopadu 2013
| Zápasy hrané v aréně Armeec | Zápasy hrané v aréně Armeec    | Zápasy hrané v aréně Armeec | Zápasy hrané v aréně Armeec |
| Skupina                     | Vítězky                        | Poražené                    | Výsledek                    |
| --------------------------- | ------------------------------ | --------------------------- | --------------------------- |
| Sredets                     | Jelena Vesninová [5]           | Ana Ivanovićová [2]         | 6–4, 3–6, 7–6(7–1)          |
| Serdika                     | Anastasija Pavljučenkovová [6] | Alizé Cornetová [7]         | 6–2, 6–2                    |
| Sredets                     | Samantha Stosurová [4]         | Cvetana Pironkovová [8]     | 6–1, 6–4                    |

### 5. den: 2. listopadu 2013
| Zápasy hrané v aréně Armeec | Zápasy hrané v aréně Armeec | Zápasy hrané v aréně Armeec    | Zápasy hrané v aréně Armeec |
| Fáze                        | Vítězky                     | Poražené                       | Výsledek                    |
| --------------------------- | --------------------------- | ------------------------------ | --------------------------- |
| Semifinále                  | Simona Halepová [1]         | Ana Ivanovićová [2]            | 2–6, 6–1, 6–3               |
| Semifinále                  | Samantha Stosurová [4]      | Anastasija Pavljučenkovová [6] | 6–1, 1–6, 6–3               |

### 6. den: 3. listopadu 2013
| Zápas hraný v aréně Armeec | Zápas hraný v aréně Armeec | Zápas hraný v aréně Armeec | Zápas hraný v aréně Armeec |
| Fáze                       | Vítězka                    | Poražená                   | Výsledek                   |
| -------------------------- | -------------------------- | -------------------------- | -------------------------- |
| Finále                     | Simona Halepová [1]        | Samantha Stosurová [4]     | 2–6, 6–2, 6–2              |